# TV LIFE年度日劇大賞
《TV LIFE年度日劇大賞》（日语：TV LIFE年間ドラマ大賞），由日本雜誌《TV LIFE》公開由「觀眾投票」選出，並無專業評審的電視劇獎。

## 評選方式
由觀眾投票出最佳劇集、最佳男主角、最佳女主角、最佳男配角、最佳女配角、最佳新演員和最佳主題曲共7個獎項。

## 記錄
| 統計             | 名字         | 數據 | 備註                                                                  |
| ---------------- | ------------ | ---- | --------------------------------------------------------------------- |
| 獲獎最多的劇集   | 《悠長假期》 | 6個  | 最佳劇集、最佳男主角、最佳女主角、 最佳女配角、最佳新演員、最佳主題曲 |
| 獲獎最多的男演員 | 木村拓哉     | 6次  | 最佳男主角：1996、1997、2000、2001 最佳男配角：1993、2002             |
| 獲獎最多的女演員 | 仲間由紀惠   | 3次  | 最佳女主角：2002、2003、2005                                          |
| 獲獎最多的女演員 | 堀北真希     | 3次  | 最佳女主角：2007、2012 最佳女配角：2005                               |
| 獲獎最多的女演員 | 新垣結衣     | 3次  | 最佳女主角：2016 最佳女配角：2007、2017                               |
| 獲獎最多的女演員 | 稻森泉       | 3次  | 最佳女配角：1996、1997、2010                                          |
| 獲獎最多的女演員 | 石原聰美     | 3次  | 最佳女主角：2015、2018 最佳女配角：2014                               |

### 最佳男主角
- 獲得最多次最佳男主角的演員為5度奪奬的大野智。
- 嵐是最佳男主角的大蠃家，雖然截至2024年，二宮和也仍未得奬，但其餘四位成員合共奪得該奬10次，包攬了三分之一；由2010至2018年期間，所有的得獎者均是嵐的成員。
- 截至2024年，只有木村拓哉一人兩度連續兩年獲獎，分別是第6回《悠長假期》及第7回《戀愛世紀》；第10回《美麗人生》及第11回《HERO》。
- 截至2024年，因為是觀眾投票獎，因此有24次男主角得主為傑尼斯事務所的藝人。
- 在第30回及第31回，連續兩年出現雙主演獲獎的情況，即由同一套劇集中兩位演員，共同奪得最佳男主角。

### 最佳女主角
- 獲得最多次最佳女主角的演員為3度奪奬的仲間由紀惠，亦是唯一一位蟬聯此奬項的女演員（第12回及第13回）。
- 最年輕的得主是第16回的志田未來《14歲媽媽》，得奬時只有13歲。
- 松嶋菜菜子於1999年首次摘下最佳女主角，直至2011年才第二度獲獎，相隔了12年，為獲獎時間相隔最長的女演員。
- 截至2024年，共有3位女演員因演出NHK晨間劇獲頒最佳女主角，依次為第22回的堀北真希《小梅醫生》、第23回的能年玲奈《小海女》以及第24回的杏《多謝款待》，創下三連霸紀錄。
- 截至2024年，僅有宮崎葵以NHK大河劇獲得最佳女主角，得獎作品為第18回的《篤姬》。

### 最佳男配角
- 獲得最多次最佳男配角的演員是木村拓哉、山下智久、香川照之、町田啟太和西村雅彥，各獲兩次。
- 香川照之唯一一個憑同系列劇集兩度獲獎的男演員，分別第26回《0.1無罪真相》，及第28回的《0.1無罪真相2》，亦是其中一位相隔最短時間重奪（只相隔1屆），另一位是山下智久。
- 只有町田啟太一人連續兩年獲獎，分別是第30回《如果30歲還是處男，似乎就能成為魔法師》及第31回《SUPER RICH》
- 截至2024年，曾奪得最佳男主角及最佳男配角兩奬的共有4人，分別是木村拓哉、山下智久、豐川悅司和目黑蓮。

### 最佳女配角
- 獲得最多次最佳女配角的演員為3度奪奬的稻森泉。
- 截至2024年，有兩位女演員曾連續兩年獲獎，分別是稻森泉 (第6回及第7回)；及矢田亞希子 (第13回及第14回)。
- 截至2024年，曾奪得最佳女主角及最佳女配角兩奬的共有7人，分別是：酒井法子、櫻井幸子、山口智子、堀北真希、新垣結衣、杏及石原聰美。

### 最佳新演員
- 最年輕的得主為《愛母罪》的蘆田愛菜，獲獎時只有6歲。
- 截至2024年：
  - 同屆獲得最佳女主角及最佳新演員有兩位，分別是志田未來 (第16回《14歲媽媽》)，及能年玲奈 (第23回《小海女》)
  - 同屆獲得最佳男配角及最佳新演員有兩位，分別是鈴木福 (第21回《妖怪人間》)，及窪田正孝 (第24回《為了N》、《花子與安妮》)

### 最佳主題曲
- 嵐在此獎項創下最多紀錄，其中包括：
  - 獲獎最多，一共10次，佔整體三分之一
  - 連續獲獎最多，於2010-2018年，連續9年獲得主題曲獎
  - 主題曲所屬之劇集，均與同屆的最佳男主角得主(即嵐的成員)所演出的劇集相同
  - 得獎歌曲之中，以嵐的隊長大野智所主演的劇集主題曲獲得最多，一共5首
- 2022年，首次有兩首歌曲一同獲得此獎項。

## 歷屆得獎名單
- (  ) 代表演員獲得該獎項的次數

| 回 | 年份 | 最佳男主角                                         | 最佳女主角                                             | 最佳男配角                                            | 最佳女配角                                              | 最佳新演員                               | 最佳主題曲                                                          | 最佳劇集                                                              | 來源  |
| -- | ---- | -------------------------------------------------- | ------------------------------------------------------ | ----------------------------------------------------- | ------------------------------------------------------- | ---------------------------------------- | ------------------------------------------------------------------- | --------------------------------------------------------------------- | ----- |
| 1  | 1991 | 織田裕二 《東京愛情故事》                          | 鈴木保奈美 《東京愛情故事》                            | 江口洋介 《東京愛情故事》                             | 田中美佐子 《結婚的理想與現實》                         | -                                        | -                                                                   | 《東京愛情故事》 （主演：織田裕二、鈴木保奈美）                       | [ 1 ] |
| 2  | 1992 | 濱田雅功 《十年愛》                                | 石田光 《惡女》                                        | 佐野史郎 《一直都愛你》                               | 中森明菜 《難得友情人》                                 | 石田壹成 《放課後》                      | 《君がいるだけで》- 米米CLUB （難得友情人）                         | 《一直都愛你》 （主演：生野慈朗）                                     | [ 1 ] |
| 3  | 1993 | 真田廣之 《高校教師》                              | 櫻井幸子 《高校教師》                                  | 木村拓哉 (1) 《愛情白皮書》                           | 酒井法子 《一個屋簷下》                                 | -                                        | 《僕たちの失敗》- 森田童子 （高校教師）                             | 《高校教師》 （主演：真田廣之、櫻井幸子）                             | [ 1 ] |
| 4  | 1994 | 赤井英和 《人間·失格-假如我死的話》                | 安達祐實 《無家可歸的小孩》                            | 豐川悅司 《愛沒有明天》                               | 櫻井幸子 《愛沒有明天》                                 | 岸谷五朗 《為愛而活》                    | 《Tomorrow Never Know》- Mr.Children（青春無悔）                    | 《人間·失格～假如我死的話》 （主演：赤井英和）                        | [ 1 ] |
| 5  | 1995 | 豐川悅司 《跟我說愛我》                            | 酒井法子 《白色之戀》                                  | 香取慎吾 《未成年》《For You》                        | 山口智子 《奇蹟餐廳》                                   | 竹野内豐 《白色之戀》                    | 《LOVE LOVE LOVE》- DREAMS COME TRUE （跟我說愛我）                 | 《跟我說愛我》 （主演：豐川悅司）                                     | [ 1 ] |
| 6  | 1996 | 木村拓哉 (1) 《悠長假期》                          | 山口智子 《悠長假期》                                  | 西村雅彥 (1) 《古畑任三郎》 《竜馬におまかせ!》       | 稻森泉 (1) 《悠長假期》《愛的真諦》                     | 松隆子 《悠長假期》 《是誰造成今日的我》 | 《LA·LA·LA LOVE SONG》- 久保田利伸 with Naomi Campbell （悠長假期） | 《悠長假期》 （主演：木村拓哉）                                       | [ 1 ] |
| 7  | 1997 | 木村拓哉 (2) 《戀愛世代》                          | 常盤貴子 (1) 《伴我情深》《理想的結婚》                | 内野聖陽 《現代灰姑娘》《戀愛世代》                   | 稻森泉 (2) 《海灘男孩》《她們的婚姻大事》               | 鈴木杏 《青鳥》                          | 《CAN YOU CELEBRATE?》- 安室奈美惠（處女之路）                      | 《處女之路》 （主演：和久井映見）                                     | [ 1 ] |
| 8  | 1998 | 反町隆史 《麻辣教師GTO》                           | 江角真紀子 《庶務二課》                                | 上川隆也 《青澀時代》                                 | 藤原紀香 《新聞女郎》《網路情人》 《我的辣妹好友》      | 深田恭子 《神啊！请多给我一点时间》      | 《カモフラージュ》- 竹內瑪莉亞（沉睡的森林）                        | 《沉睡的森林》 （主演：中山美穂、木村拓哉）                           | [ 1 ] |
| 9  | 1999 | 田村正和 《古畑任三郎》《美人》                    | 松嶋菜菜子 (1) 《魔女的條件》《急症群英》 《冰的世界》 | 西村雅彥 (2) 《古畑任三郎》《TEAM》                   | 菅野美穗 (1) 《美丽的真相》 《鄰人偷笑的秘密》          | 石井正則 《古畑任三郎》                  | 《First Love》- 宇多田光 （魔女的條件）                             | 《繼續》 （主演：中谷美紀）                                           | [ 1 ] |
| 10 | 2000 | 木村拓哉 (3) 《美麗人生》                          | 常盤貴子 (2) 《美麗人生》                              | 渡部篤郎 《美麗人生》                                 | 水野美紀 《美麗人生》                                   | 松本人志 《傳說中的教師》                | 《らいおんハート》- SMAP （冠軍大胃王）                             | 《美麗人生》 （主演：木村拓哉）                                       | [ 2 ] |
| 11 | 2001 | 木村拓哉 (4) 《HERO》                              | 竹内結子 《白影》《女婿大人》                          | 藤木直人 《Love Revolution》 《西洋骨董洋菓子店》     | 菅野美穗 (2) 《水姑娘》《好想好想談戀愛》               | 國仲涼子 《水姑娘》                      | 《真夜中のナイチンゲール》- 竹內瑪莉亞（白影）                      | 《HERO》 （主演：木村拓哉）                                           | [ 2 ] |
| 12 | 2002 | 中山裕介 《獻給阿爾吉儂的花束》 《甜蜜婚禮俏佳人》 | 仲間由紀惠 (1) 《圈套》《極道鮮師》 《暗夜病棟》       | 木村拓哉 (2) 《從天而降億萬顆星星》                   | 深津繪里 《從天而降億萬顆星星》                         | 上戶彩 《3年B組金八先生》                | 《キラキラ》- 小田和正 （愛的力量）                                 | 《從天而降億萬顆星星》 （主演：明石家秋刀鱼）                         | [ 2 ] |
| 13 | 2003 | 草彅剛 (1) 《我的生存之道》                        | 仲間由紀惠 (2) 《圈套2》《顏-超感應女警》              | 堤真一 《夢想飛行》《武藏MUSASHI》《司法研习八人组》  | 矢田亞希子 (1) 《我的生存之道》《白色巨塔》《爸氣十足》 | 米木拉 《司法研习八人组》                | 《世界に一つだけの花》- SMAP （我的生存之道）                       | 《我的生存之道》 （主演：草彅剛）                                     | [ 2 ] |
| 14 | 2004 | 中居正廣 《砂之器》                                | 松下由樹 《大奧-第一章》                               | 山本耕史 《新選組！》                                 | 矢田亞希子 (2) 《白色巨塔》《愛在聖誕節》               | 美山加戀 《我和她和她的生存之道》        | 《やさしいキスをして》- DREAMS COME TRUE （砂之器）                 | 《砂之器》 （主演：中居正廣）                                         | [ 2 ] |
| 15 | 2005 | 瀧澤秀明 《義經》                                  | 仲間由紀惠 (3) 《極道鮮師2》                           | 伊藤淳史 《電車男》                                   | 堀北真希 《野豬大改造》                                 | 澤尻英龍華 《一公升的眼淚》              | 《青春アミーゴ》- 修二與彰 （野豬大改造）                           | 《極道鮮師2》 （主演：仲間由紀惠）                                    | [ 2 ] |
| 16 | 2006 | 草彅剛 (2) 《我的人生路》                          | 志田未來 《14歲媽媽》                                  | 瑛太 《Unfair》《戀愛維他命》 《交響情人夢》          | 綾瀨遙 《唯一的愛》《白夜行》                           | 志田未來 《14歲媽媽》                    | 《ありがとう》- SMAP （我的人生路）                                 | 《我的人生路》 （主演：草彅剛）                                       | [ 2 ] |
| 17 | 2007 | 赤西仁 《有閑俱樂部》                              | 堀北真希 (1) 《花樣少年少女》                          | 小栗旬 《流星花園2》《花樣少年少女》                  | 新垣結衣 (1) 《父女變變變》                             | 美波 《有閑俱樂部》                      | 《Keep the faith》- KAT-TUN （有閑俱樂部）                          | 《有閑俱樂部》 （主演：赤西仁）                                       | [ 2 ] |
| 18 | 2008 | 大野智 (1) 《魔王》                                | 宮崎葵 《篤姬》                                        | 錦戶亮 《流星之絆》                                   | 上野樹里 《最後的朋友》                                 | 三浦春馬 《BLOODY MONDAY》               | 《Truth》- 嵐 （魔王）                                              | 《魔王》 （主演：大野智）                                             | [ 2 ] |
| 19 | 2009 | 草彅剛 (3) 《任俠耆兵》                            | 天海祐希 《BOSS》                                      | 水嶋斐呂 《東京DOGS》                                 | 黑木美沙 《任俠耆兵》                                   | 加藤清史郎 《任俠耆兵》                  | 《そっと きゅっと》- SMAP （任俠耆兵）                              | 《任俠耆兵》 （主演：草彅剛）                                         | [ 2 ] |
| 20 | 2010 | 大野智 (2) 《怪物小王子》                          | 松雪泰子 《愛母罪》                                    | 八嶋智人 《怪物小王子》                               | 稻森泉 (3) 《怪物小王子》                               | 蘆田愛菜 《愛母罪》                      | 《Monster》- 嵐 （怪物小王子）                                      | 《怪物小王子》 （主演：大野智）                                       | [ 3 ] |
| 21 | 2011 | 櫻井翔 (1) 《推理要在晚餐後》                      | 松嶋菜菜子 (2) 《家政婦三田》                          | 鈴木福 《妖怪人間》                                   | 杏 《妖怪人間》                                         | 鈴木福 《妖怪人間》                      | 《迷宮ラブソング》- 嵐 （推理要在晚餐後）                           | 《家政婦三田》 （主演：松嶋菜菜子）                                   | [ 3 ] |
| 22 | 2012 | 大野智 (3) 《上鎖的房間》                          | 堀北真希 (2) 《小梅醫生》                              | 佐藤浩市 《上鎖的房間》                               | 戶田惠梨香 《上鎖的房間》                               | 木村真那月 《惡夢小姐》                  | 《Face Down》- 嵐 （上鎖的房間）                                    | 《上鎖的房間》 （主演：大野智）                                       | [ 3 ] |
| 23 | 2013 | 櫻井翔 (2) 《家族遊戲》                            | 能年玲奈 《小海女》                                    | 神木隆之介 《家族遊戲》                               | 鈴木保奈美 《家族遊戲》                                 | 能年玲奈 《小海女》                      | 《Endless Game》- 嵐 （家族遊戲）                                   | 《家族遊戲》 （主演：櫻井翔）                                         | [ 3 ] |
| 24 | 2014 | 大野智 (4) 《死神君》                              | 杏 《謝謝款待》《花咲舞無法沉默》                      | 洼田正孝 《為了N》《花子與安妮》                      | 石原聰美 《失戀巧克力師》                               | 洼田正孝 《為了N》《花子與安妮》         | 《誰も知らない》- 嵐 （死神君）                                     | 《死神君》 （主演：大野智）                                           | [ 3 ] |
| 25 | 2015 | 相葉雅紀 (1) 《歡迎來我家》                        | 石原聰美 (1) 《朝5晚9》                                | 山下智久 (1) 《朝5晚9》                               | 木村文乃 (1) 《錢的戰爭》                               | 廣瀨鈴 《學校的階梯》                    | 《青空の下、キミのとなり》- 嵐 （歡迎來我家）                       | 《歡迎來我家》 （主演：相葉雅紀）                                     | [ 3 ] |
| 26 | 2016 | 大野智 (5) 《談戀愛世界難》                        | 新垣結衣 《月薪嬌妻》                                  | 香川照之 《0.1無罪真相》                              | 小池榮子 《談戀愛世界難》                               | 小瀧望 《談戀愛世界難》                  | 《I seek》- 嵐 （談戀愛世界難）                                     | 《談戀愛世界難》 （主演：大野智）                                     | [ 3 ] |
| 27 | 2017 | 相葉雅紀 (2) 《貴族偵探》                          | 高畑充希 《過度保護的加穗子》                          | 山下智久 (2) 《我命中注定的人》                       | 新垣結衣 (2) 《空中急診英雄3》                          | 布勞森智惠美 《外貌協會100%》            | 《I'll be there》- 嵐 （貴族偵探）                                  | 《貴族偵探》 （主演：相葉雅紀）                                       | [ 3 ] |
| 28 | 2018 | 松本潤 《0.1無罪真相2》                            | 石原聰美 (2) 《UNNATURAL》                             | 香川照之 (2) 《0.1無罪真相2》                         | 木村文乃 (2) 《0.1無罪真相2》                           | 岡田健史 《中學聖日記》                  | 《Find The Answer》- 嵐 （0.1無罪真相2）                            | 《0.1無罪真相2》 （主演：松本潤）                                     | [ 3 ] |
| 29 | 2019 | 山下智久 《破案神手》                              | 深田恭子 《初戀那一天所讀的故事》                      | 玉森裕太 《Grand Maison東京》                         | 菜菜緒 《破案神手》                                     | 橫濱流星 《初戀那一天所讀的故事》        | 《CHANGE》- 山下智久 （破案神手）                                   | 《破案神手》 （主演：山下智久）                                       | [ 3 ] |
| 30 | 2020 | 中島健人 平野紫耀 (1) 《未满警察 Midnight Runner》 | 上白石萌音 《戀愛可以持續到天長地久》                  | 町田啟太 (1) 《如果30歲還是處男，似乎就能成為魔法師》 | 香里奈 《戀愛可以持續到天長地久》                       | 高橋優斗 《遙距戀愛～普通的戀愛是邪道》  | 《I LOVE...》- Official髭男dism （戀愛可以持續到天長地久）          | 《如果30歲還是處男，似乎就能成為魔法師》 （主演：赤楚衛二、町田啟太） |       |
| 31 | 2021 | 道枝駿佑 目黑蓮 (1) 《被擦掉的初戀》               | 吉高由里子 《最愛》                                    | 町田啟太 (2) 《SUPER RICH》                           | 福本莉子 《被擦掉的初戀》                               | 高橋文哉 《最愛》                        | 《Secret Touch》- Snow Man 《初心LOVE》- 浪花男子 （被擦掉的初戀）  | 《被擦掉的初戀》 （主演：道枝駿佑、目黑蓮）                           |       |
| 32 | 2022 | 平野紫耀 (2) 《詐欺獵人》                          | 川口春奈 《Silent》                                    | 目黑蓮 《Silent》                                     | 黑島結菜 《詐欺獵人》                                   | 西垣匠 《歡迎光臨自助洗衣店》            | 《月神》- King & Prince （詐欺獵人）                                | 《詐欺獵人》 （主演：平野紫耀）                                       |       |
| 33 | 2023 | 目黑蓮 (2) 《一兆＄遊戲》                          | 安藤櫻 《重啟人生》                                    | 八木勇征 《不小心繼承了牛郎店》                       | 生見愛瑠 《日曜の夜ぐらいは…》                          | 柏木悠 《無法傳達給你。》                | 《Dangerholic》- Snow Man （一兆＄遊戲）                            | 《一兆＄遊戲》 （主演：目黑蓮）                                       |       |

## 外部連結
- （日語）TV LIFE年度日劇大賞（页面存档备份，存于）